# Уландочка
Уландочка — упразднённый посёлок в Мазановском районе Амурской области. Исключен из учётных данных в 1977 году.

## География
Располагался на правом берегу реки Селемджа в месте впадения в неё реки Уландочка, на расстоянии примерно 25 километра (по прямой) к северо-западу от поселка Ивановский.

## История
Посёлок основан в 1909 году. По данным на 1916 год деревня Уландочка состояла из 14 двора (население составляло 69 человек) и входила в состав Селемджинской волости 2 стана Амурского уезда Амурской области.
По данным 1926 года в Уландочке имелось 16 хозяйств (13 крестьянского типа и 3 прочих) и проживало 77 человек (41 мужчина и 36 женщин). В национальном составе населения преобладали белоруссы. В административном отношении являлась центром Уландочкинского сельсовета Мазановского района Амурского округа Дальневосточного края.
Решением Амурского исполкома от 30 декабря 1977 года № 522, посёлок Уландочка исключен из учётных данных населённый пункт служебного значения — перевалочная база.